# Shigeru Ishiba
Shigeru Ishiba, född 4 februari 1957 i Chiyoda, är en japansk politiker. Han valdes den 27 september 2024 till ny ordförande för Liberaldemokratiska partiet (LDP) och blev Japans premiärminister den 1 oktober 2024. Han har suttit i Japans underhus sedan 1986 och har tillhört flera japanska regeringar.

## Biografi
Ishiba är son till Tottoris tidigare guvernör Jirō Ishiba. Han valdes in i Japans underhus 1986. Han lämnade LDP 1993 och tillhörde andra partier fram till 1997 när han åter anslöt sig till LDP.
Från december 2000 var han vice generaldirektör för Japans försvarsmyndighet, varefter han var generaldirektör för samma myndighet 2002–2004 och således en minister i Japans regering. År 2007 blev han Japans försvarsminister.
Efter att dåvarande premiärminister Yasuo Fukuda avgått 2008 ställde Ishiba upp i valet till ny partiledare där han slutade på femte och sista plats. Valet vanns av Tarō Asō och Ishiba var därefter jordbruks-, skogs- och fiskeriminister i hans regering.